# Leonardo Ciampa

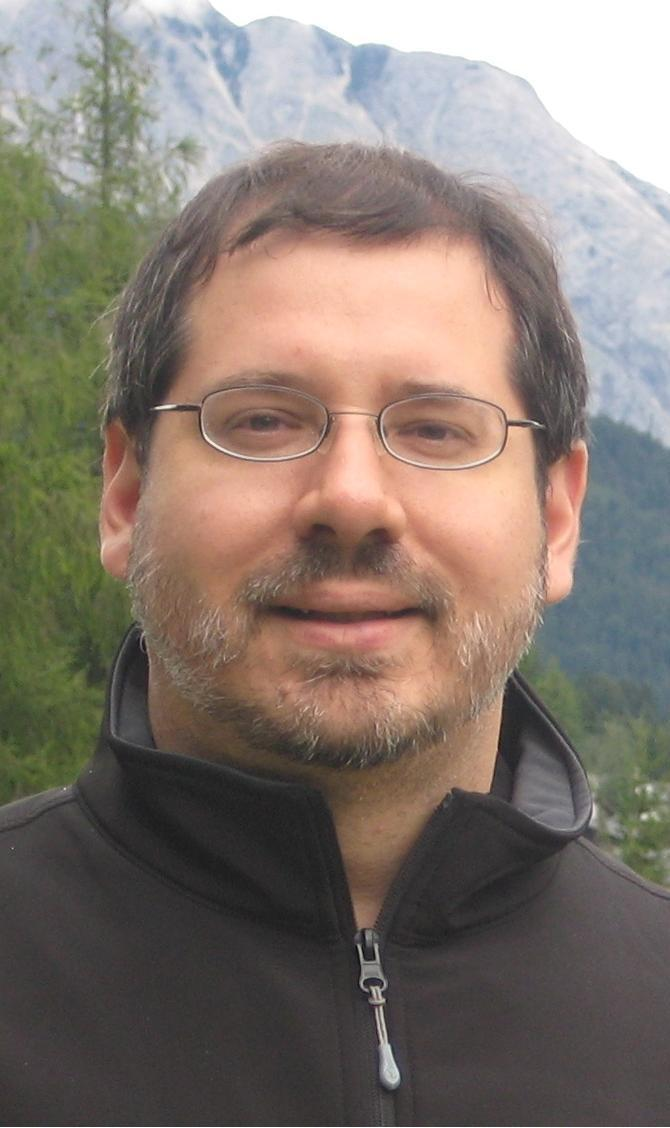
Leonardo Ciampa (2008)

Leonardo Ciampa (Boston, Massachusetts, 17 de enero de 1971) es un compositor, organista y pianista estadounidense.
Ciampa es el primer compositor que se ha dedicado a componer obras significativas en un estilo siciliano, en especial la Suite Siciliana (Opus 145), para dos violines, piano y orquesta de cámara. Ha escrito bastante música religiosa, en la que destaca tres Sinfonías de Órgano y numerosas Misas. Sus últimas obras tienen una profunda influencia del gran compositor de Tortona, Lorenzo Perosi.) Como pianista, Ciampa es muy conocido por sus interpretaciones de Chopin y Lecuona. El reciente libro de Ciampa The Twilight of Belcanto ("El Crepúsculo del Belcanto"), incluye una entrevista con la famosa soprano, Virginia Zeani.

## Libros
- The Twilight of Belcanto. AuthorHouse; 2nd edition (2005) ISBN 1-4184-5956-9
- Don Lorenzo Perosi. AuthorHouse (2006) ISBN 1-4259-3440-4
- Pope Pius XII: A Dialogue. AuthorHouse (2006) ISBN 1-4259-7766-9, ISBN 978-1425977665